# Cladosporium geniculatum
Cladosporium geniculatum är en svampart som beskrevs av Morgan-Jones 1988. Cladosporium geniculatum ingår i släktet Cladosporium och familjen Davidiellaceae.   Inga underarter finns listade i Catalogue of Life.